# Meir Kahane
Meir Kahane (en hebreu: מאיר כהנא), (Nova York: 1 d'agost de 1932 – 5 de novembre de 1990) va ser un rabí estatunidenc-israelià, ortodox, sionista, i antic membre de la Kenésset.
Va néixer en el si d'una família de jueus ortodoxos. El seu pare, Yechezkel Shraga Kahane, va néixer a Safed, va estudiar en una Ieixivà polonesa i va viure a Txecoslovàquia, més tard el seu pare es va traslladar als Estats Units, on va ser rabí de dues congregacions. Durant la seva adolescència, Meir va conèixer a Zeev Jabotinsky, i es va adherir a l'organització Betar, les joventuts del moviment del sionista revisionista. En l'any 1947, a l'edat de quinze anys, Meir Kahane va ser detingut per primera vegada per participar en una manifestació. El rabí Kahane va ser el fundador de la Lliga de Defensa Jueva als Estats Units, una organització paramilitar que pretenia combatre a l'àrea metropolitana de Nova York els atacs de tipus antisemita, presumptament comesos per membres del grup Black Panther. A l'estat d'Israel, va ser el fundador del partit nacionalista i sionista Kach. Kahane va ser detingut diverses vegades per incitar als seus seguidors i provocar alderulls. En l'any 1984 va ser elegit diputat al parlament d'Israel, la Kenésset. Entre les seves iniciatives parlamentàries, hi havia projectes de llei que pretenien il·legalitzar el contacte sexual entre els jueus i la resta de la població no jueva, així com retirar la nacionalitat israeliana, a les persones que no fossin jueves.
El seu partit va ser il·legalitzat a Israel sota l'acusació de ser racista i antidemocràtic, i no va poder presentar-se a les eleccions de la Kenésset de l'any 1988. El 5 de novembre de 1990, en acabar una xerrada en una sala del Marriott Halloran House Hotel a Manhattan, una persona es va apropar a la tribuna i li va disparar. El ciutadà egipci El Sayyid Nosair va ser acusat de l'assassinat del rabí Meir Kahane, tot i que finalment, va acabar sent absolt per un tribunal de Nova York. El partit Kach actualment, figura en la llista d'organitzacions terroristes del govern dels Estats Units d'Amèrica, la Unió Europea i el Canadà.